# Fijicoccus casuarinae
Fijicoccus casuarinae är en insektsart som beskrevs av Williams och Watson 1988. Fijicoccus casuarinae ingår i släktet Fijicoccus och familjen ullsköldlöss.
Artens utbredningsområde är Fiji. Inga underarter finns listade i Catalogue of Life.